# ألان غريفين
ألان غريفين (بالإنجليزية: Alan Griffin) هو موظف مدني ونقابي ومستشار سياسي وسياسي أسترالي، ولد في 23 فبراير 1960 في أستراليا. حزبياً، نشط في حزب العمال الأسترالي. وقد انتخب عضو مجلس النواب الأسترالي عن دائرة بروس ‏ (2 مارس 1996 – 9 مايو 2016) وانتخب عضو مجلس النواب الأسترالي عن دائرة Division of Corinella (1990–1996) ‏ (13 مارس 1993 – 2 مارس 1996).